# 幕末まらそん侍
『幕末まらそん侍』（ばくまつまらそんざむらい）は、土橋章宏による長編時代小説。2014年7月15日に角川春樹事務所より刊行された。「日本のマラソンの発祥」とも称される史実「安政遠足」を舞台に、さまざまな事情を抱えて走る侍たちの悲喜こもごもを描く。
2019年に『サムライマラソン』のタイトルで映画化された。

## 書誌情報
- 幕末まらそん侍（2014年7月15日、角川春樹事務所、ISBN 978-4-75841240-7）
- 幕末まらそん侍（2015年6月13日、ハルキ文庫、ISBN 978-4-75843913-8）

## 漫画
昌原光一により漫画化され、月刊『コミック乱』（リイド社）にて2019年1月号から同年5月号まで連載された。
- 昌原光一（著者）・土橋章宏（原作） 『幕末まらそん侍』 リイド社〈SPコミックス〉、2019年10月28日発売[4]、ISBN 9784845855278

## 映画
『サムライマラソン』のタイトルで2019年2月22日に公開。主演は佐藤健。PG12指定。
企画・プロデュースのジェレミー・トーマスを始め、監督・脚本のバーナード・ローズ、音楽のフィリップ・グラス、衣装デザインのワダエミなど、アカデミー賞受賞歴を持つスタッフが名を連ねている。撮影は鶴岡市のスタジオセディック庄内オープンセット、姫路市で行われた。

### キャスト
- 唐沢甚内：佐藤健
- 雪姫：小松菜奈
- 辻村平九郎：森山未來
- 上杉広之進：染谷将太
- 植木義邦：青木崇高
- 隼：木幡竜
- 三郎：小関裕太
- 百瀬仁左衛門：深水元基
- 岡島東吾：カトウシンスケ
- 柿崎数馬：岩永ジョーイ
- 福本伊助：若林瑠海
- 栗田又衛門：竹中直人
- 福本清：筒井真理子
- 結衣：門脇麦
- 志織：阿部純子
- みすず：奈緒
- 田中安兵衛：関口まなと
- 矢野文蔵：奥野瑛太
- 小次郎：福崎那由他
- 島本：内田勝正
- 藤井：中川大志
- ペリー提督：ダニー・ヒューストン
- 五百鬼祐虎：豊川悦司
- 板倉勝明：長谷川博己

### スタッフ
- 原作：土橋章宏『幕末まらそん侍』（ハルキ文庫）
- 監督：バーナード・ローズ
- 脚本：斉藤ひろし、バーナード・ローズ、山岸きくみ
- 企画・プロデュース：ジェレミー・トーマス、中沢敏明
- 音楽：フィリップ・グラス
- 衣装デザイン：ワダエミ
- 製作：余海峰、吉崎圭一、亀山慶二、中西一雄、依田巽、畠中達郎、宮崎伸夫、山田裕之、木村正明、渡邊耕一、狩野隆也、樋泉実
- 共同製作：周晏清、マリー＝ガブリエル・スチュアート
- チーフプロデューサー：井口高志、厨子健介、佐々木基
- プロデューサー：池上司、八木征志、大野貴裕
- 共同プロデューサー：丸山典由喜
- アソシエイト・プロデューサー：三船力也、クリスチャン・ストームズ、アレイニー・ケント
- 撮影：石坂拓郎
- 照明：舘野秀樹
- 美術：佐々木尚
- 装飾：佐藤孝之
- 録音：小松将人
- 殺陣・所作指導：久世浩
- 編集：上綱麻子
- スクリプター：原田侑子
- VFXプロデューサー：レアンドロ・マリーニ
- サウンドエディター：マイケル・ペリコーネ
- 助監督：松下洋平
- キャスティング：安生泰子
- 制作担当：坪内一
- 乗馬指導：駒津友康
- 殺陣指導：山田公男
- ガンエフェクト：遊佐和寿
- スタントコーディネーター：中山甲斐（BOSアクションユニティ）
- 演奏：プラハ市フィルハーモニー管弦楽団（City of Prague Philharmonic Orchestra）
- 特別協力：安中市
- 撮影支援：山形県
- ロケ支援：鶴岡市
- 配給：ギャガ
- 制作：セディックインターナショナル、Recorded Picture Company
- 制作協力：セディックドゥ、M&N CO
- 製作：“SAMURAI MARATHON 1855”Film Partners（SEDIC-DILON、電通、テレビ朝日、カルチュア・エンタテインメント、ティー ワイ リミテッド、アミューズ、朝日新聞社、朝日放送テレビ、アトリエジャパンプロデュース、Cygames、メ〜テレ、北海道テレビ放送）